# Claudio Maselli
Claudio Maselli (Roma, 21 settembre 1950) è un allenatore di calcio ed ex calciatore italiano, di ruolo mediano.

## Carriera

### Giocatore
Cresciuto nel settore giovanile del Tevere Roma, iniziò la propria carriera di professionista con la maglia del Genoa, nel 1968. Tra il 1974 e il 1979 giocò nel Bologna, per poi chiudere la carriera in Serie B con le maglie di Brescia e Monza.

Maselli (accosciato, primo da destra) al Bologna nel 1977

In carriera ha collezionato complessivamente 175 presenze e 9 reti in Serie A e 150 presenze e 5 reti in Serie B, conquistando due promozioni in massima serie (nella stagione 1972-1973 col Genoa e nella stagione 1979-1980 col Brescia).

### Allenatore
Per anni nello staff del Genoa, allenò la prima squadra rossoblù a più riprese: tra il 1992-93 e il 1994-95, in Serie A, e nel 1997-98, in Serie B. Tra il 1998 e il 2000 fu alla guida dell'Alessandria, con cui ottenne una promozione in Serie C1 nel 1999-00.
Successivamente guidò Rimini, Campobasso, Cremonese, Nafteks Burgas e la Lavagnese in Serie D per due stagioni (8º e 4º posto). Nel campionato 2008-2009 ha allenato la Novese neo promossa in serie D, e il 2 novembre 2008 è stato esonerato, sostituito da Lorenzo Mazzeo. Dal 2021 è responsabile delle giovanili del Casale

## Statistiche

### Statistiche da allenatore
Statistiche aggiornate al 2 novembre 2008.
| Stagione              | Squadra               | Campionato            | Campionato | Campionato | Campionato | Campionato | Coppe nazionali | Coppe nazionali | Coppe nazionali | Coppe nazionali | Coppe nazionali | Coppe continentali | Coppe continentali | Coppe continentali | Coppe continentali | Coppe continentali | Altre coppe | Altre coppe | Altre coppe | Altre coppe | Altre coppe | Totale | Totale | Totale | Totale | % Vittorie |
| Stagione              | Squadra               | Comp                  | G          | V          | N          | P          | Comp            | G               | V               | N               | P               | Comp               | G                  | V                  | N                  | P                  | Comp        | G           | V           | N           | P           | G      | V      | N      | P      | %          |
| --------------------- | --------------------- | --------------------- | ---------- | ---------- | ---------- | ---------- | --------------- | --------------- | --------------- | --------------- | --------------- | ------------------ | ------------------ | ------------------ | ------------------ | ------------------ | ----------- | ----------- | ----------- | ----------- | ----------- | ------ | ------ | ------ | ------ | ---------- |
| mar.-giu. 1993        | Genoa                 | A                     | 13         | 3          | 9          | 1          | CI              | 0               | 0               | 0               | 0               | -                  | -                  | -                  | -                  | -                  | -           | -           | -           | -           | -           | 13     | 7      | 2      | 4      | 53,85      |
| ago.-dic. 1993        | Genoa                 | A                     | 16         | 3          | 5          | 8          | CI              | 1               | 0               | 0               | 1               | -                  | -                  | -                  | -                  | -                  | -           | -           | -           | -           | -           | 17     | 3      | 5      | 9      | 17,65      |
| mar.-giu. 1995        | Genoa                 | A                     | 10+1       | 3          | 4+1        | 3          | CI              | 0               | 0               | 0               | 0               | -                  | -                  | -                  | -                  | -                  | -           | -           | -           | -           | -           | 11     | 3      | 5      | 3      | 27,27      |
| ott.-dic. 1997        | Genoa                 | B                     | 10         | 4          | 1          | 5          | CI              | 0               | 0               | 0               | 0               | -                  | -                  | -                  | -                  | -                  | -           | -           | -           | -           | -           | 10     | 4      | 1      | 5      | 40,00      |
| Totale Genoa          | Totale Genoa          | Totale Genoa          | 49+1       | 13         | 19+1       | 17+1       |                 | 1               | 0               | 0               | 1               |                    | -                  | -                  | -                  | -                  |             | -           | -           | -           | -           | 51     | 13     | 20     | 19     | 25,49      |
| 1998-1999             | Alessandria           | C2                    | 34         | 13         | 11         | 10         | CI-C            | 4               | 0               | 1               | 3               | -                  | -                  | -                  | -                  | -                  | -           | -           | -           | -           | -           | 38     | 13     | 12     | 13     | 34,21      |
| 1999-2000             | Alessandria           | C2                    | 34+3       | 17+1       | 10+2       | 7          | CI-C            | 4               | 2               | 0               | 2               | -                  | -                  | -                  | -                  | -                  | -           | -           | -           | -           | -           | 41     | 20     | 12     | 9      | 48,78      |
| Totale Alessandria    | Totale Alessandria    | Totale Alessandria    | 68+3       | 30+1       | 21+2       | 17         |                 | 8               | 2               | 1               | 5               |                    | -                  | -                  | -                  | -                  |             | -           | -           | -           | -           | 79     | 33     | 24     | 22     | 41,77      |
| nov. 2000-2001        | Rimini                | C2                    | 24+2       | 12         | 8+1        | 4+1        | CI-C            | 4               | 1               | 1               | 2               | -                  | -                  | -                  | -                  | -                  | -           | -           | -           | -           | -           | 30     | 13     | 10     | 7      | 43,33      |
| ott.-nov. 2001        | Campobasso            | C2                    | 6          | 0          | 1          | 5          | CI-C            | 0               | 0               | 0               | 0               | -                  | -                  | -                  | -                  | -                  | -           | -           | -           | -           | -           | 6      | 0      | 1      | 5      | &0,00      |
| 2002-2003             | Cremonese             | C2                    | 34         | 12         | 14         | 8          | CI-C            | 4               | 2               | 2               | 0               | -                  | -                  | -                  | -                  | -                  | -           | -           | -           | -           | -           | 38     | 14     | 16     | 8      | 36,84      |
| ago.-set. 2003        | Cremonese             | C2                    | 3          | 1          | 0          | 2          | CI-C            | 4               | 1               | 3               | 0               | -                  | -                  | -                  | -                  | -                  | -           | -           | -           | -           | -           | 7      | 2      | 3      | 2      | 28,57      |
| Totale Cremonese      | Totale Cremonese      | Totale Cremonese      | 37         | 13         | 14         | 10         |                 | 8               | 3               | 5               | 0               |                    | -                  | -                  | -                  | -                  |             | -           | -           | -           | -           | 45     | 16     | 19     | 10     | 35,56      |
| 2004-2005             | Nafteks Burgas        | A-PFG                 | 30         | 10         | 5          | 15         | CB              | 3               | 2               | 0               | 1               | -                  | -                  | -                  | -                  | -                  | -           | -           | -           | -           | -           | 33     | 12     | 5      | 16     | 36,36      |
| 2005-2006             | Nafteks Burgas        | A-PFG                 | 28         | 4          | 6          | 18         | CB              | 4               | 1               | 2               | 1               | -                  | -                  | -                  | -                  | -                  | -           | -           | -           | -           | -           | 32     | 5      | 8      | 19     | 15,63      |
| Totale Nafteks Burgas | Totale Nafteks Burgas | Totale Nafteks Burgas | 58         | 14         | 11         | 33         |                 | 7               | 3               | 2               | 2               |                    | -                  | -                  | -                  | -                  |             | -           | -           | -           | -           | 65     | 17     | 13     | 35     | 26,15      |
| 2006-2007             | Lavagnese             | D                     | 34         | 11         | 15         | 8          | CI-D            | 2               | 1               | 0               | 1               | -                  | -                  | -                  | -                  | -                  | -           | -           | -           | -           | -           | 36     | 12     | 15     | 9      | 33,33      |
| 2007-2008             | Lavagnese             | D                     | 34+1       | 15         | 10         | 9+1        | CI-D            | 4               | 1               | 2               | 1               | -                  | -                  | -                  | -                  | -                  | -           | -           | -           | -           | -           | 39     | 16     | 12     | 11     | 41,03      |
| Totale Lavagnese      | Totale Lavagnese      | Totale Lavagnese      | 68+1       | 26         | 25         | 17+1       |                 | 6               | 2               | 2               | 2               |                    | -                  | -                  | -                  | -                  |             | -           | -           | -           | -           | 75     | 28     | 27     | 20     | 37,33      |
| ago.-nov. 2008        | Novese                | D                     | 10         | 3          | 4          | 3          | CI-D            | 2               | 0               | 1               | 1               | -                  | -                  | -                  | -                  | -                  | -           | -           | -           | -           | -           | 12     | 3      | 5      | 4      | 25,00      |
| Totale carriera       | Totale carriera       | Totale carriera       | 327        | 112        | 107        | 108        |                 | 36              | 11              | 12              | 13              |                    | -                  | -                  | -                  | -                  |             | -           | -           | -           | -           | 363    | 123    | 119    | 121    | 33,88      |

## Palmarès

### Giocatore

#### Competizioni nazionali
- Coppa Italia: 1

Bologna: 1973-1974
- Campionato italiano di Serie B: 1

Genoa: 1972-1973
- Campionato italiano Serie C: 1

Genoa: 1970-1971 (girone B)